# Щипска българска община
Щипската българска община е гражданско-църковно сдружение на българите екзархисти в Щип, Османската империя, съществувало до 1913 година, когато е закрита след Междусъюзническата война от новите сръбски власти.

## История
Щип в XIX век е процъфтяващ занаятчийски център с добре развито кожарство, шарланаджийсктво, чохаджийство и други. Общината е създадена в 1830 година. В 1850 година е построена църквата „Успение Богородично“ в махалата Ново село, в която се служи на български. Българският език е в употреба и в училищата, които са издържани от щипската българска община. В 1870 - 1872 година щипската българска община, заедно с другите общини в Македония издържат Привременния смесен екзархийски съвет. Председател на общината е Атанас Ковачев (1820 – ?), свещеник в Щип между 1857 и 1861 година.
Към 1875 година общината приема Екзархията да издържа само директора на училището, а тя самата внася в екзархийската каса над 300 лири от вули. В 1877 година е положен първият камък на новото българско училище.
От 1876 година в Щип служи викарият на Иларион Кюстендилски, стобийският епископ Синесий.
След Руско-турската война през май 1878 година Мано Панайотов и Лазо Хаджидимитров от името на Щипската община подписват Мемоара на българските църковно-училищни общини в Македония, с който се иска присъединяване на Македония към новообразуващата се българска държава.
След войната председател на Щипската община е поп Димитър, а общината развива активна учебна дейност. Щип е откъснат от Кюстендилска епархия и присъединен към Скопска. Щипската община на два пъти иска от Екзархията безуспешно особен архиерей за трите откъснати от Кюстендил области - Паланечко, Кратовско и Щипско. По-късно през април 1883 година, оплаквайки се от антибългарските действия на скопския патриаршески митрополит Паисий, щипската българска община иска да бъде изпратен в града поне архимандрит, щом не може митрополит. Общината полага усилия за устройване на местните учители и подновява исканията си за архимандрит за архиерейски наместник, тоест за учредяване на Щипска епархия.
В учебната 1883 – 1884 година щипските училища отбелязват добър успех, за което допринася главният учител Георги Кушев. Общината моли Екзархията да ѝ препоръча и друг учител и от Цариград препоръчват Антон Митрев.
На 6 май 1885 година общината тържествено с молебен отбелязва стогодишнината от смъртта на Свети Методий.